# Sci di fondo al XVII Festival olimpico invernale della gioventù europea
Le gare di sci di fondo al XVII Festival olimpico invernale della gioventù europea si sono svolte dal 11 al 16 febbraio 2025 alla Bakuriani Sci di fondo-Cross Country Stadium di Bakuriani
Sono stati disputati tre gare maschili, tre gare femminili e una gara mista, per un totale di 7 gare.

## Comitati olimpici partecipanti
Ogni nazione ha potuto iscrivere un massimo di 8 atleti, 4 uomini e 4 donne. In seguito alla sospensione degli atleti di Russia e Bielorussia da tutte le competizioni sportive dovuta all'invasione russa dell'Ucraina del 2022 le loro delegazioni non sono state incluse tra i comitati partecipanti, che sono elencati come segue:
- Armenia (2)
- Austria (8)
- Bulgaria (2)
- Croazia (3)
- Rep. Ceca (8)
- Danimarca (1)
- Spagna (2)
- Estonia (6)
- Finlandia (8)
- Francia (8)
- Regno Unito (4)
- Grecia (1)
- Ungheria (2)
- Islanda (6)
- Italia (8)
- Lettonia (4)
- Lituania (4)
- Moldavia (1)
- Polonia (8)
- Romania (4)
- Slovenia (8)
- Serbia (1)
- Svizzera (8)
- Slovacchia (5)
- Svezia (6)
- Turchia (4)
- Ucraina (8)

## Podi

### Ragazzi
| Evento              | Oro               | Argento         | Bronzo            |
| 7,5km TC (dettagli) | Daniel Pedranzini | Topias Vuorela  | Victor Lafrasse   |
| 10km TL (dettagli)  | Daniel Pedranzini | Topias Vuorela  | Gaspard Cottaz    |
| Sprint (dettagli)   | Daniel Pedranzini | Luca Pietroboni | Kalle Tossavainen |

### Ragazze
| Evento              | Oro              | Argento          | Bronzo            |
| 5km TC (dettagli)   | Malva Niesen     | Gaetane Breniaux | Nina Cantieni     |
| 7,5km TL (dettagli) | Gaetane Breniaux | Malva Niesen     | Anouchka Neuville |
| Sprint (dettagli)   | Nina Cantieni    | Eliška Polonská  | Gerda Kivil       |

### Gare miste
| Evento                     | Oro                                                                  | Argento                                                                   | Bronzo                                                            |
| Staffetta mista (dettagli) | Italia Alice Leoni Luca Pietroboni Vanessa Cagnati Daniel Pedranzini | Francia Gaetane Breniaux Victor Lafrasse Anouchka Neuville Gaspard Cottaz | Svizzera Nina Cantieni Victor Gailland Lina Bundi Jon Arvid Flury |

## Medagliere
| Posiz. | Nazione   | Oro | Argento | Bronzo | Totale |
| ------ | --------- | --- | ------- | ------ | ------ |
| 1      | Italia    | 4   | 1       | 0      | 5      |
| 2      | Francia   | 1   | 2       | 3      | 6      |
| 3      | Svezia    | 1   | 1       | 0      | 2      |
| 4      | Svizzera  | 1   | 0       | 2      | 3      |
| 5      | Finlandia | 0   | 2       | 1      | 3      |
| 6      | Rep. Ceca | 0   | 1       | 0      | 1      |
| 7      | Estonia   | 0   | 0       | 1      | 1      |
| Totale | Totale    | 7   | 7       | 7      | 21     |